# Муди (остров, Нунавут)
Остров Муди является одним из небольших необитаемых прибрежных островов Баффиновой Земли и является частью Канадского Арктического архипелага в пределах территории Нунавута. Расположенный на южной стороне залива Камберленд, он отделяет пролив Литтлкот на западе от залива Нептун на востоке.
Его площадь составляет 233 км².
Остров чрезвычайно гористый, с самой высокой точкой около 765 м.